# Sig (Algeria)
Sig è un comune dell'Algeria, situato nella provincia di Mascara.